# Verwaltungsgemeinschaft Sankt Oswald
Die Verwaltungsgemeinschaft Sankt Oswald im niederbayerischen Landkreis Freyung-Grafenau wurde im Zuge der Gemeindegebietsreform am 1. Mai 1978 gegründet und zum 1. Januar 1980 bereits wieder aufgelöst.
Ihr gehörten die Gemeinden Sankt Oswald (ab 1. März 1979: Sankt Oswald-Riedlhütte) und Schönanger (ab 1. Juni 1981: Neuschönau) an.
Sitz der Verwaltungsgemeinschaft war Sankt Oswald.